# Hadiyya (Volk)
Hadiyya oder Hadiya ist eine Bezeichnung, die für verschiedene Volksgruppen im Südwesten Äthiopiens gebraucht wird. Als „eigentliche Hadiyya“ gelten jene Gruppen, welche die gleichnamige hochlandostkuschitische Sprache Hadiyya sprechen. Aber auch Gruppen, die äthiosemitische Sprachen sprechen und sich ebenfalls auf den historischen Hadiyya-Staat zurückführen, werden Hadiyya genannt.
Bei der Volkszählung von 2007 bezeichneten sich 1.284.366 Personen als Hadiyya, womit sie 1,74 % der äthiopischen Bevölkerung stellen und die achtgrößte Volksgruppe des Landes sind. Die Untergruppe der Libido/Mareqo, die separat erfasst wurde, zählte 64.381 Angehörige.

## Untergruppen, Sprache und Kultur
Zu den Hadiyya im engeren Sinn (englisch Hadiyya proper) gehören die Untergruppen der Leemo, Sooro, Baadawwaachcho, Baadoogo, Shaashoogo und Libido (Mareqo), die sich kulturell und sprachlich unterscheiden, aber auf gemeinsame Ursprünge zurückführen. Von Nachbarvölkern werden sie auch Gudela genannt. Ihr heutiges Gebiet liegt im südwestlichen äthiopischen Hochland in der Umgebung der Stadt Hosa'ina, größtenteils auf einer Höhe zwischen 1800 und 2500 Metern. Es ist Teil der Region der südlichen Nationen, Nationalitäten und Völker. Innerhalb dieser Region besteht eine Hadiya-Zone, die die meisten Hadiyya umfasst; die Libido leben in der Woreda Mareko in der Gurage-Zone. Die Baadawwaachcho als südlichste Gruppe sind durch die Kambaata von den übrigen Hadiyya getrennt, die Libido im Norden sind von Oromo und Gurage umgeben.
Die Sprache der meisten Hadiyya ist Hadiyya (Hadiyyisa), eine hochlandostkuschitische Sprache. Die Libido haben sich seit dem 18. Jahrhundert von den anderen Hadiyya so weit sprachlich wegentwickelt, dass ihre Sprache Libido in der Regel als eigenständige Sprache angesehen wird. Die in der Hadiya-Zone lebenden Dubamo oder Dante sprachen ursprünglich Kambaata, haben jedoch seit Anfang des 19. Jahrhunderts zum Hadiyya gewechselt.
Daneben gibt es Hadiyya-Clans, die sich umliegenden Volksgruppen angeschlossen haben. Die sieben Untergruppen der Ost-Gurage (die äthiosemitische Sprachen sprechen) bezeichnen sich selbst als seba Hadiyya („sieben Hadiyya“) oder Silt'e und berufen sich auf das ehemalige Sultanat Hadiyya. Die Bezeichnung Hadiyya wurde zudem für die Qabena verwendet.
Die Gesellschaft der „eigentlichen Hadiyya“ ist in Clans (sulla) gegliedert, die sich weiter in Abstammungslinien (lineages, moollo) und Untergruppen (sub-lineages, mine) unterteilen. Diese werden von gewählten Oberhäuptern (danna) geführt. Wie bei vielen anderen Volksgruppen Äthiopiens bilden Handwerker – v. a. Töpfer, Holzarbeiter und Gerber, nicht jedoch Schmiede – eine abgegrenzte gesellschaftliche Gruppe mit niedrigem Status. Die meisten eigentlichen Hadiyya gehören heute verschiedenen christlichen Kirchen an, daneben gibt es auch Muslime unter ihnen. Die traditionelle fandaano-Religion hat hingegen kaum mehr Bedeutung.

## Geschichte
Etwa seit dem 12./13. Jahrhundert bestand ein Hadiyya-Staat. Dieser soll kuschitisch- wie auch äthiosemitischsprachige Gruppen umfasst haben und wird in arabischen und äthiopischen Quellen als muslimisches Sultanat beschrieben. Er war zeitweise abhängig vom christlichen äthiopischen Reich und der muslimischen Föderation Ifat/Adal. Für das 13. Jahrhundert wird seine Lage im westlichen Harar-Plateau vermutet, im 14. Jahrhundert verlagerte es sich weiter nach Westen. In der ersten Hälfte des 14. Jahrhunderts wurde es gegenüber Äthiopien unter Amda Seyon I. tributpflichtig. Mitte des 15. Jahrhunderts war das Hadiyya-Reich gespalten in einen muslimischen Teil, der nach Selbstständigkeit strebte, und einen christlichen Teil, der sich an Äthiopien orientierte, wobei jedoch zwischen beiden Blöcken weiterhin enge Beziehungen bestanden. 1531 ließ sich Hadiyya kampflos vom Sultanat Adal unter Ahmed Grañ erobern.
Im 16. Jahrhundert brach der Hadiyya-Staat unter dem Druck der Oromo-Expansion zusammen. Seither verließen zu verschiedenen Zeiten verschiedene Gruppen ihr damaliges Gebiet östlich des Grabenbruchs und schlossen sich den Oromo, Gurage, Alaba, Qabena und Sidama an. Die nach Westen abgewanderten „eigentlichen Hadiyya“ entwickelten die fandaano-Religion, die Ähnlichkeiten mit dem Islam aufweist und mit der Zeit immer mehr nicht-islamische Elemente aufnahm.
Ursprünglich waren die Hadiyya nomadische Rinderzüchter, die zusätzlich etwas Gersteanbau betrieben und vor allem Butter gegen Getreide und Ensete von den benachbarten Bauern tauschten. Aufgrund ihrer steigenden Bevölkerungsdichte gingen sie ab Anfang des 19. Jahrhunderts zu einer hauptsächlich bäuerlichen Lebensweise über und übernahmen von den umliegenden Volksgruppen Gerste, Weizen, Linsen und Tabak, ab der zweiten Hälfte des 19. Jahrhunderts auch Yams, Taro, Kürbis, Kohl und vor allem Ensete. Die Rinderpest, die 1889–1891 ihre Herden dezimierte, leistete dem Übergang zum Ackerbau weiteren Vorschub.
Ende des 19. Jahrhunderts wurden die Hadiyya in das von den Amharen dominierte Äthiopien eingegliedert und damit zu steuerpflichtigen hörigen Untertanen des Staates (gäbäre). Ihr Land wurde zum Besitz des äthiopischen Kaisers erklärt, der die Kontrolle über Boden und Bauern an amharische Siedler (näftäñña, „Gewehrträger“) vergab. Die näftäñña und ihre aus der lokalen Bevölkerung rekrutierten Mittelsmänner (Balabbat) wurden zur landbesitzenden Oberschicht. Mit der Eroberung wurden auch der Pflug und neue Nutzpflanzen wie Teff, Erbsen, Kartoffeln und Flachs eingeführt.
Ab Ende des 19. Jahrhunderts waren muslimische Missionare bei den Hadiyya tätig, ab den 1920er Jahren auch christliche Missionare aus Europa und Nordamerika; die Äthiopisch-Orthodoxe Kirche bemühte sich hingegen erst nach dem Zweiten Weltkrieg verstärkt um die Hadiyya, nachdem sie sich zuvor auf die amharischen Siedler beschränkt hatte.
Während der italienischen Besatzung wurde das gäbäre-system abgeschafft, um die Loyalität der südäthiopischen Volksgruppen zu sichern, und unter Haile Selassie wurden die ehemaligen gäbäre zu freien Pächtern, die aber wirtschaftlich weiterhin von den Großgrundbesitzern abhängig waren. Nach der Machtergreifung des Derg 1974 wurde eine Landreform durchgeführt, die bei den Hadiyya zunächst großen Anklang fand. Der Boden wurde dabei zum Staatsbesitz erklärt, der den Bauern zur Nutzung überlassen wurde. Von Zwangsumsiedlungen waren zumindest die Leemo nicht betroffen.